# Valeriu Streleț
Valeriu Streleț (ur. 8 marca 1970 w Țareuce w rejonie Rezina) – mołdawski polityk i przedsiębiorca, parlamentarzysta, jeden z liderów Partii Liberalno-Demokratycznej (PLDM), w 2015 premier Mołdawii.

## Życiorys
W latach 1987–1993 studiował historię na Państwowym Uniwersytecie Mołdawskim, a od 2002 do 2005 prawo i ekonomię w Akademii Studiów Ekonomicznych Mołdawii. W latach 1993–1994 pracował jako nauczyciel, następnie do 1995 jako dyrektor działu reklamy w funduszu prywatyzacyjnym. Od 1996 zajmował dyrektorskie stanowiska w spółkach prawa handlowego.
W latach 1994–2001 był przewodniczącym organizacji politycznej Liga Națională a Tineretului din Moldova. W 2001 dołączył do Partii Socjalliberalnej, w latach 2002–2007 pełnił funkcję wiceprzewodniczącego tego ugrupowania. W 2007 współtworzył Partię Liberalno-Demokratyczną, w której objął funkcję wiceprzewodniczącego. W wyborach parlamentarnych w lipcu 2009 uzyskał po raz pierwszy mandat posła do Parlamentu Republiki Mołdawii. Utrzymywał go również w kolejnych wyborach w 2010 i 2014. W 2011 został przewodniczącym frakcji deputowanych PLDM.
30 lipca 2015 objął urząd premiera Mołdawii, który sprawował do 30 października tego samego roku. Jego gabinet upadł na skutek wotum nieufności przegłosowanego przez komunistów, socjalistów i posłów współtworzącej dotychczasową koalicję rządową Demokratycznej Partii Mołdawii.